# Caio Temponi
Caio Martins Temponi do Valle (Três Rios, 4 de julho de 2008) é um estudante brasileiro. Tornou-se célebre por acumular aprovações nos vestibulares mais concorridos do Brasil, tornando-se, aos catorze anos, a pessoa mais jovem a ser aprovada na seleção do Instituto Tecnológico de Aeronáutica (ITA). Atualmente, encontra-se matriculado no curso de Direito da Universidade Federal de Juiz de Fora, em que foi aprovado em terceiro lugar. Superdotado, é membro da sociedade Mensa e da Intertel.

## Biografia
Fluminense, Temponi apresentou uma trajetória acadêmica prodigiosa. Foi aprovado em primeiro lugar nos cursos de Direito, Administração e Engenharia Civil na UFRRJ, UECE e UFCA, respectivamente. Além disso, conquistou uma medalha de ouro na 28ª edição da Olimpíada Internacional de Matemática de Maio, na categoria até 13 anos.